# Festival international du film de São Paulo
Le Festival international du film de São Paulo (titre officiel en portugais : Mostra Internacional de Cinema de São Paulo) également connu internationalement sous le nom de Mostra, est un festival de cinéma mondial se déroulant à São Paulo, au Brésil, créé en 1977. Il se déroule toutes les années entre septembre et octobre et il est dirigé par Leon Cakoff.
Les courts et longs métrages en sélection sont présentés à un public et un jury qui élit le meilleur de chacune des deux catégories, en lui décernant un prix.
En 2004, le cinéaste iranien Abbas Kiarostami figure dans le jury.